# Тунахан Чічек
Тунахан Чічек (тур. Tunahan Çiçek, нар. 12 травня 1992, Мюнстерлінген) — швейцарський футболіст турецького походження, нападник ліхтенштейнського клубу «Вадуц».
Виступав, зокрема, за клуби «Санкт-Галлен», «Вінтертур» та «Ксамакс».
Володар Кубка Ліхтенштейну.

## Ігрова кар'єра
Народився 12 травня 1992 року в Мюнстерлінгені.
У дорослому футболі дебютував 2010 року виступами за команду «Санкт-Галлен», у якій провів три сезони, взявши участь у 6 матчах чемпіонату. 
Своєю грою за цю команду привернув увагу представників тренерського штабу клубу «Вінтертур», до складу якого приєднався 2014 року. Відіграв за команду з Вінтертура наступні два сезони своєї ігрової кар'єри. Більшість часу, проведеного у складі «Вінтертура», був основним гравцем атакувальної ланки команди.
Згодом з 2016 по 2018 рік грав у складі команд «Болуспор» та «Шаффгаузен».
У 2018 році уклав контракт з клубом «Ксамакс», у складі якого провів наступний рік своєї кар'єри гравця. 
Протягом 2019 року знову захищав кольори клубу «Шаффгаузен».
До складу клубу «Вадуц» приєднався 2019 року. Станом на 15 жовтня 2021 року відіграв за клуб з Вадуца 76 матчів в національному чемпіонаті.

## Статистика виступів

### Статистика клубних виступів
| Сезон                    | Команда                  | Чемпіонат                | Чемпіонат | Чемпіонат | Національний кубок | Національний кубок | Національний кубок | Континентальні кубки | Континентальні кубки | Континентальні кубки | Інші змагання | Інші змагання | Інші змагання | Усього | Усього |
| Сезон                    | Команда                  | Ліга                     | Ігор      | Голів     | Ліга               | Ігор               | Голів              | Ліга                 | Ігор                 | Голів                | Ліга          | Ігор          | Голів         | Ігор   | Голів  |
| ------------------------ | ------------------------ | ------------------------ | --------- | --------- | ------------------ | ------------------ | ------------------ | -------------------- | -------------------- | -------------------- | ------------- | ------------- | ------------- | ------ | ------ |
| 2010–11                  | «Санкт-Галлен»           | ASL                      | 4         | 0         | КШ                 | 0                  | 0                  |                      | -                    | -                    |               | -             | -             | 4      | 0      |
| 2011–12                  | «Санкт-Галлен»           | ChL                      | 2         | 0         | КШ                 | 0                  | 0                  |                      | -                    | -                    |               | -             | -             | 2      | 0      |
| Усього за «Санкт-Галлен» | Усього за «Санкт-Галлен» | Усього за «Санкт-Галлен» | 6         | 0         |                    | 0                  | 0                  |                      | -                    | -                    |               | -             | -             | 6      | 0      |
| 2013–14                  | «Вінтертур»              | ChL                      | 4         | 0         | КШ                 | 0                  | 0                  |                      | -                    | -                    |               | -             | -             | 4      | 0      |
| 2014–15                  | «Вінтертур»              | ChL                      | 33        | 6         | КШ                 | 1                  | 0                  |                      | -                    | -                    |               | -             | -             | 34     | 6      |
| 2015–16                  | «Вінтертур»              | ChL                      | 28        | 6         | КШ                 | 2                  | 0                  |                      | -                    | -                    |               | -             | -             | 30     | 6      |
| Усього за «Вінтертур»    | Усього за «Вінтертур»    | Усього за «Вінтертур»    | 65        | 12        |                    | 3                  | 0                  |                      | -                    | -                    |               | -             | -             | 68     | 12     |
| 2016–17                  | «Болуспор»               | 1L                       | 10        | 0         | КТ                 | 5                  | 1                  |                      | -                    | -                    |               | -             | -             | 15     | 1      |
| 2017–18                  | «Шаффгаузен»             | ChL                      | 34        | 21        | КШ                 | 1                  | 0                  |                      | -                    | -                    |               | -             | -             | 35     | 21     |
| 2018-січ. 2019           | «Ксамакс»                | ASL                      | 5         | 0         | КШ                 | 1                  | 0                  |                      | -                    | -                    |               | -             | -             | 6      | 0      |
| січ.-трав. 2019          | «Шаффгаузен»             | ChL                      | 17        | 4         |                    | -                  | -                  |                      | -                    | -                    |               | -             | -             | 17     | 4      |
| 2019–20                  | «Вадуц»                  | ChL                      | 35        | 12        |                    | -                  | -                  | ЛЄ                   | 6                    | 0                    |               | -             | -             | 41     | 12     |
| 2020–21                  | «Вадуц»                  | ASL                      | 18        | 3         |                    | -                  | -                  | ЛЄ                   | 1                    | 0                    |               | -             | -             | 19     | 3      |
| Усього за «Вадуц»        | Усього за «Вадуц»        | Усього за «Вадуц»        | 53        | 15        |                    | 0                  | 0                  |                      | 7                    | 0                    |               | -             | -             | 60     | 15     |
| Усього за кар'єру        | Усього за кар'єру        | Усього за кар'єру        | 190       | 52        |                    | 10                 | 1                  |                      | 7                    | 0                    |               | -             | -             | 207    | 53     |

## Титули і досягнення
- Володар Кубка Ліхтенштейну 2):

«Вадуц»: 2021-22, 2022-23